# BYU Television International
BYU Television International (también conocido como BYU TV-I) fue un canal de televisión de cable/satélite, operado por la Universidad de Brigham Young. Fue una estación hermana a BYU Television, que transmite en inglés, mientras que BYU Television International transmitía simultáneamente en inglés, español y portugués. El contenido tiene origen en la Universidad y La Iglesia de Jesucristo de los Santos de los Últimos Días, también conocida como la Iglesia SUD.
Al transmitir por satélite, BYU Television International estaba disponible en la mayoría del mundo. Su objetivo era proporcionar a sus televidentes con programación inspiradora y educativa de alta calidad. Estaba disponible por medio de servicios de transmisión satelital directa como Dish Network y DirecTV, operadores de cable, el sistema de satélites de La Iglesia de Jesucristo de los Santos de los Últimos Días y "Streaming" por Internet gracias a Move Networks.
El público meta de BYU Television International son los exalumnos y amigos de la Universidad de Brigham Young, los miembros de La Iglesia de Jesucristo de los Santos de los Últimos Días y otros que tengan interés en las creencias y valores de la Iglesia y sus instituciones educativas.
El canal desapareció del satélite y por ende los canales lo reemplazaron por BYU TV estando la transmisión solo en inglés.

## Contenido
BYU Television International era un canal de cable dedicado a la península ibérica y Latinoamérica con canales de audio disponibles en inglés, español y portugués. Su lanzamiento se realizó en el primer trimestre de 2007. La programación de BYU Television International incluye:
- Programación orientada hacia la familia con enfoque al bienestar y los desafíos actuales

- Producciones especiales teatrales como la danza y el teatro

- Interpretaciones musicales (coros, orquestas sinfónicas, jazz, etc.)

- Eventos deportivos atléticos de BYU como básquetbol, voleibol, fútbol, béisbol y gimnasia

- Aprendizaje para toda la vida en forma de programación educacional

- Programas informativos sobre jardinería, cocina, ejercicio y salud física

- Películas documentales de asuntos históricos y actuales

- “Música y Palabras de Inspiración” presentado por el “Coro del Tabernáculo Mormón”

- Devocionales y foros de BYU

- Programación original de Bonneville International y otros realizadores independientes

- Conferencias generales y charlas de La Iglesia de Jesucristo de los Santos de los Últimos Días

- Futura programación local realizada en áreas en donde BYU Television International era transmitida

## Historia
En 2005, un operador de cable cerca de Lima, Perú contactó a BYU Television, expresando interés en llevar su canal. Esto motivó a los representantes de BYU Television a visitar Perú para evaluar la respuesta local a la programación. La positiva retroalimentación instigó discusiones sobre una expansión más grande. A causa de una mayor demanda de contenido traducido de [La Iglesia de Jesucristo de los Santos de los Últimos Días] y la [Universidad de Brigham Young], junto con el notable crecimiento de la Iglesia en Latinoamérica, las discusiones llegaron a la decisión de lanzar un canal completamente nuevo en español.
Planes para lanzar a BYU Television International fueron aprobados en los fines de 2006 por la Junta Directiva (Board of Trustees) de BYU. Una donación generosa de Rex y Ruth Maughan de Phoenix, Arizona (EE. UU.) ayudó a hacer posible la expansión.
BYU Television International empezó a transmitir a comienzos de 2007 y quedó totalmente operativo y disponible al público general el 2 de marzo de 2007. A su lanzamiento, más de 90 operadores de cable ya se habían comprometido a llevar el canal.
El hogar futuro de BYU Television International será ubicado en el cerro justo al este del Marriott Center y al norte del Monte L. Bean Life Science Museum
Mientras el canal estaba enfocado actualmente hacia una audiencia español- y portugués -hablante, se espera que en el futuro, BYU Television International esté disponible por todo el mundo y en decenas de idiomas.
A finales del año 2017 el canal desapareció del satélite intelsat 34 por baja audiencia, su sitio web también desapareció, las cable operadoras lo reemplazaron por Byu tv que su señal está totalmente en idioma inglés.